# Christian Sommer Kindt
Christian Sommer Kindt (8 de noviembre de 1815 - 1 de marzo de 1903) fue un médico, naturalista, colector, micólogo, taxónomo, y botánico noruego nacido en Risør.

## Biografía
Era el padre del médico Olaf Berg Kindt (1850-1935).
Estudió medicina en Christiania, después de servir como médico en el hospital de Trondheim. Como pasatiempo, recogió líquenes y algas. Su colección se puede encontrar en el Museo Videnskabsselskabets en Oslo.
En 1884 describió la especie de liquen Microglaena nidarosiensis (sinónimo, Belonia nidarosiensis).
- La abreviatura «Kindt» se emplea para indicar a Christian Sommer Kindt como autoridad en la descripción y clasificación científica de los vegetales.[4]